# Saison 4 de You're the Worst
Chronologie
Saison 3 Saison 5
Cet article présente le guide des épisodes de la quatrième saison de la série télévisée américaine You're the Worst.

## Généralités
- Aux États-Unis, la saison a été diffusée entre le 6 septembre 2017[1] et le 15 novembre 2017 sur FXX.
- Au Canada, elle a été diffusée simultanément sur FXX Canada.
- En France, elle a été diffusée entre le 25 janvier 2018 et le 31 janvier 2018 sur Canal+ Séries.
- Elle reste inédite en Suisse, en Belgique et au Québec.

## Distribution

### Acteurs principaux
- Chris Geere (VF : Yoann Sover) : Jimmy Shive-Overly
- Aya Cash (VF : Victoria Grosbois) : Gretchen Cutler
- Desmin Borges (en) (VF : Antoine Schoumsky) : Edgar Quintero
- Kether Donohue (VF : Bénédicte Bosc) : Lindsay Cottumaccio

### Acteurs récurrents
- Allen McLeod (VF : Charles Pestel) : Paul Jillian
- Brandon Mychal Smith (VF : Jean-Michel Vaubien) : Sam Dresden
- Janet Varney (en) (VF : Marie Diot) : Becca Barbara (née Cottumaccio)
- Todd Robert Anderson (VF : Laurent Orry) : Vernon Barbara
- Shane Francis Smith (VF : Victor Quilichini) : Killian Mounce
- Darrell Britt-Gibson (en) (VF : Namakan Koné) : Shitstain
- Doug Benson (VF : Michel Mella) : Doug Benson
- Kathleen Rose Perkins (VF : Laurence Bréheret) : Priscilla
- Colin Ferguson (VF : Philippe Vincent) : Boone
- Johnny Pemberton (VF : Benjamin Bollen) : Max
- Kiery Baker (VF : Clara Quilichini) : Olivia

### Acteurs Invités
- Stephen Schneider (VF : Jean-Alain Velardo) : Ty Wyland

## Épisodes

### Épisode 1:Ce qui fut, première partie
- États-Unis /  Canada : 6 septembre 2017 sur FXX[2] / FXX Canada
- France : 25 janvier 2018 sur Canal+ Séries

- États-Unis : 298 000 téléspectateurs[3] (première diffusion)

### Épisode 2:Ce qui fut, deuxième partie
- États-Unis /  Canada : 6 septembre 2017 sur FXX / FXX Canada
- France : 25 janvier 2018 sur Canal+ Séries

- États-Unis : 246 000 téléspectateurs[3] (première diffusion)

### Épisode 3:L'Odyssée
- États-Unis /  Canada : 13 septembre 2017 sur FXX / FXX Canada
- France : 25 janvier 2018 sur Canal+ Séries

- États-Unis : 224 000 téléspectateurs[4] (première diffusion)

### Épisode 4:Ce n'est que du marketing
- États-Unis /  Canada : 20 septembre 2017 sur FXX / FXX Canada
- France : 26 janvier 2018 sur Canal+ Séries

- États-Unis : 261 000 téléspectateurs[5] (première diffusion)

### Épisode 5:En terrain miné
- États-Unis /  Canada : 27 septembre 2017 sur FXX / FXX Canada

- États-Unis : 221 000 téléspectateurs[6] (première diffusion)

### Épisode 6:Plan B
- États-Unis /  Canada : 4 octobre 2017 sur FXX / FXX Canada
- France : 26 janvier 2018 sur Canal+ Séries

- États-Unis : 256 000 téléspectateurs[7] (première diffusion)

### Épisode 7:Un pari foireux
- États-Unis /  Canada : 11 octobre 2017 sur FXX / FXX Canada
- France : 29 janvier 2018 sur Canal+ Séries

- États-Unis : 206 000 téléspectateurs[8] (première diffusion)

### Épisode 8:La Divorce party
- États-Unis /  Canada : 18 octobre 2017 sur FXX / FXX Canada
- France : 29 janvier 2018 sur Canal+ Séries

- États-Unis : 311 000 téléspectateurs[9] (première diffusion)

### Épisode 9:Les Démons du passé
- États-Unis /  Canada : 25 octobre 2017 sur FXX / FXX Canada

- États-Unis : 139 000 téléspectateurs[10] (première diffusion)

### Épisode 10:Papa la bamba
- États-Unis /  Canada : 1er novembre 2017 sur FXX / FXX Canada
- France : 30 janvier 2018 sur Canal+ Séries

- États-Unis : 204 000 téléspectateurs[11] (première diffusion)

### Épisode 11:Dès le départ, j'étais foutu
- États-Unis /  Canada : 8 novembre 2017 sur FXX / FXX Canada
- France : 30 janvier 2018 sur Canal+ Séries

- États-Unis : 205 000 téléspectateurs[12] (première diffusion)

### Épisode 12:Comme tout le monde
- États-Unis /  Canada : 15 novembre 2017 sur FXX / FXX Canada
- France : 31 janvier 2018 sur Canal+ Séries

- États-Unis : 282 000 téléspectateurs[12] (première diffusion)

### Épisode 13:Les Valeurs sûres
- États-Unis /  Canada : 15 novembre 2017 sur FXX / FXX Canada
- France : 31 janvier 2018 sur Canal+ Séries

- États-Unis : 188 000 téléspectateurs[12] (première diffusion)